# 代々木選手村

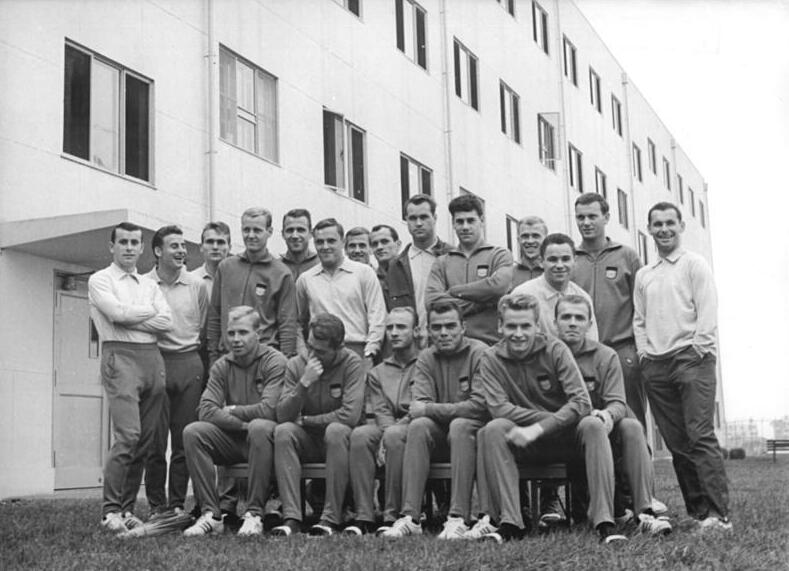
選手村でくつろぐ統一ドイツの選手団

代々木選手村（よよぎせんしゅむら）は、東京都渋谷区の代々木に設けられた1964年東京オリンピックの選手村本村。全面返還された在日米軍施設であるワシントンハイツ内の独身士官向けの宿舎を選手村の本村として整備し、他に八王子選手村（自転車競技）、相模湖選手村（カヌー）、大磯選手村（セーリング）、軽井沢選手村（総合馬術）の計4箇所の分村が開村された。代々木選手村は、東京オリンピックが始まる前月の1964年（昭和39年）9月15日に開村、大会期間を経て、同年11月5日に閉村となった。
オリンピック終了後は再整備されて代々木公園として開園した。4階建ての中層共同住宅形式の宿舎は改修され国立オリンピック記念青少年総合センターとして開業した。

## ワシントンハイツの返還
代々木選手村や国立代々木競技場は、第二次世界大戦での日本の敗戦後に日本を占領下に置いた連合国軍の一つであるアメリカ軍によって設けられたワシントンハイツが全面返還された跡地に建設された。
選手村本村の候補地にはワシントンハイツのほか、同じくアメリカ軍の軍用地として使われていたキャンプ・ドレイク（埼玉県・朝霞）の南側地区があった。日本との返還交渉のなかでアメリカが提示してきた諸条件は、ワシントンハイツについては、「全面返還を認めるが、移転費用については日本が全面的に負担する」、キャンプドレイクについては、「全面返還には応じられないが、オリンピック開催期間中の一時使用は認める。しかし大会の終了後は即刻アメリカに引き渡す」というものであった。
検討の結果、約2年間に及ぶアメリカ軍との交渉を経て、1961年（昭和36年）10月、ワシントンハイツへの選手村、さらに国立屋内総合競技場（国立代々木競技場）の設置が決定された。

## 会期中

### 食事
選手村では大会期間中、毎日7,000食もの食事が作られた。開村から閉村までの期間中に供された食事はのべ60万食にも及ぶ。選手用食堂は、アジア・中東選手向け「富士」、欧米選手向け「桜」、女性専用の3箇所が設けられた。「富士食堂」の統括担当は帝国ホテルで村上信夫シェフ、「桜食堂」の統括担当は日活国際ホテルで馬場久シェフ。両名に率いられたコックは総勢306名。大量の食事をまかなうために、冷凍食品の技術や解凍法、調理法が向上した。
- イスラム教徒用の食事を調達するため、日本在住でイスラムの屠殺免許と日本の調理師免許を持った人を探し出し（当時、この条件に合う人は日本で1人だけだった）、選手村でイスラム教徒向けの料理を作ってもらった。
- フランスなどのいくつかの選手団は自前の調理人を本国から連れてきた[7]。これらの調理人が作った料理は、自国の選手だけでなく、同じ食堂の他国の選手らにも提供された。
- 選手食堂で開村から閉村までの期間中に消費された食材は、牛340頭、豚280頭、ヒツジ600頭、ニワトリ6万羽、えび・鮭・ヒラメ合計46トン、野菜356トン、鶏卵72万個、米16トン、食パン8万6千斤、牛乳50万本だった。

### その他
- 選手村の警備は警視庁の他に陸上自衛隊も担当した[9]。朝霞駐屯地の隊員約360名が7月16日より大会終了後まで交代で任務についた。
- 7月9日午後9時頃に選手村246号館から火災が発生して30平方メートルを焼いた。原因はガス工事のためと推察された。
- 選手村に百貨店で唯一の売店を松坂屋銀座店が出店し、衣料品や土産を販売[10]。
- 選手村においてブルガリア人選手同士が結婚式を挙げた[11]。これは史上初のことであった。

## 分村
代々木の選手村本村に加えて、八王子、相模湖、大磯、軽井沢に分村が建設された。
自転車競技の八王子選手村は東京郊外の八王子市に、八王子自転車競技場併設の陵南宿舎（現在は陵南公園）と高尾宿舎が整備された。カヌーの相模湖選手村は競技会場となった相模湖に近接して開設された。セーリングの大磯選手村は、江の島ヨットハーバーの西約20kmにある大磯ホテルに開設された。総合馬術の軽井沢選手村は、長野県軽井沢の晴山ホテルに設置された。

## 大会後

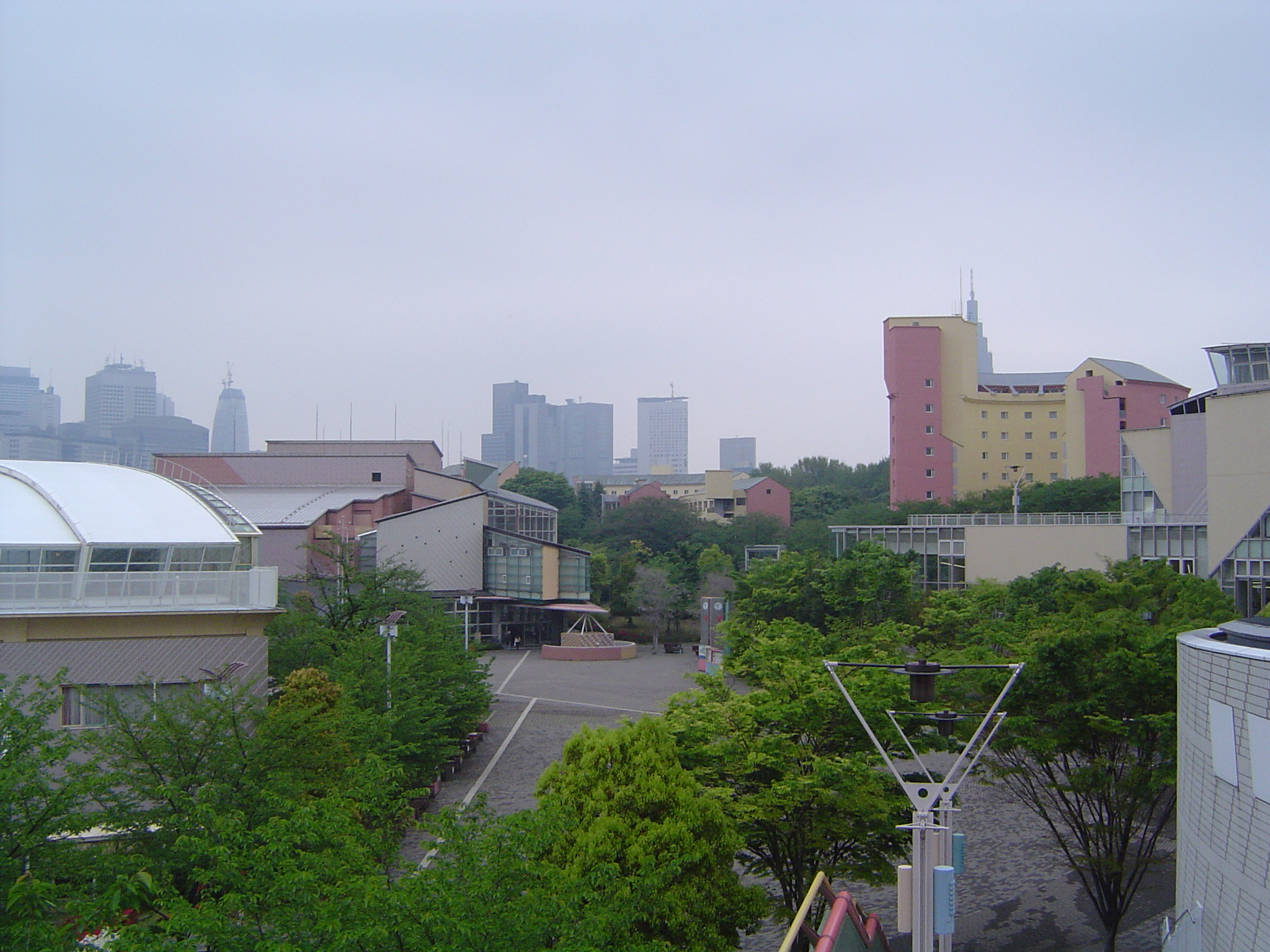
国立オリンピック記念青少年総合センター（2008年）

選手村のうち、新たに建設された4階建ての集合住宅棟は東京オリンピック終了後に国立オリンピック記念青少年総合センターとなった。また、選手村として改修・活用された旧ワシントンハイツの戸建住宅は、東京オリンピック終了後に代々木公園として整備された後にも1戸だけが保存されている。この建物は同公園の原宿駅寄りにあり、旧ワシントンハイツにおける最も小型の住戸で、住居番号257号または258号であるという。この建物は東京オリンピックの開催期間中、オランダ選手の宿舎として使用されていた。